# Staubecken Dzierżno

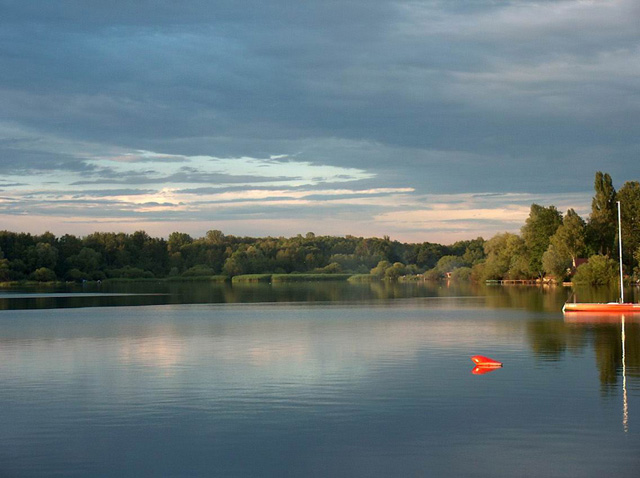
Das kleine Becken

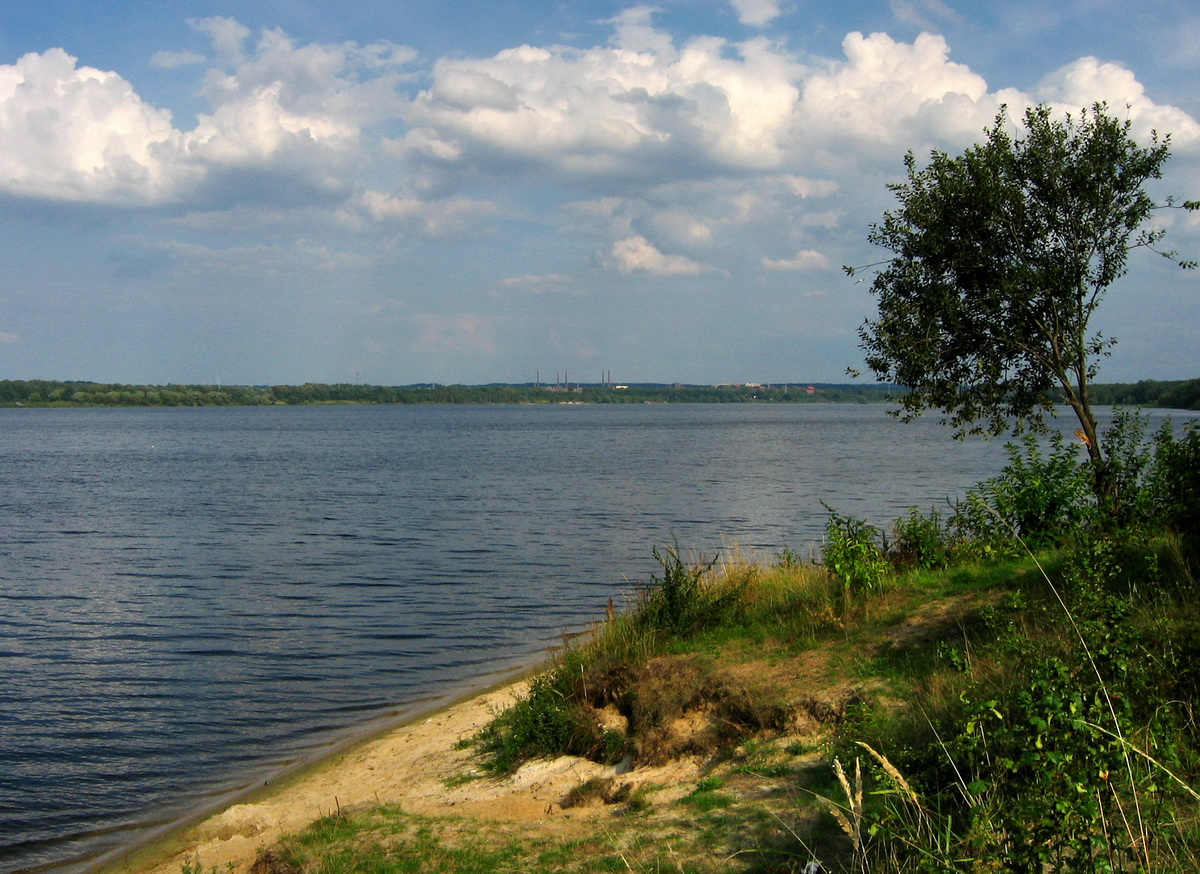
Das große Becken

Die Stauseen bei Dzierżno (deutsch: Sersno) wurden in den 1930er Jahren angelegt. Dzierżno ist ein Stadtteil der Stadt Pyskowice (Peiskretscham).

## Geschichte
Das kleinere Staubecken östlich von Bitschin entstand anstelle eines Tagebaurestloches, in dem zuvor Sand abgetragen wurde, in den Jahren 1933 bis 1938. Aufgefüllt wurde das Becken mit Wasser aus der Drama. Der Stausee wurde 1936 in Betrieb genommen. Der Stausee hat heute eine Fläche von 204 ha und fasst 6 Millionen m³ Zuschusswasser.
Benannt wurden die Becken nach dem angrenzenden Ort Sersno. Mit der Umbenennung des Ortes Sersno in Stauwerder wurden auch die Staubecken 1936 in Stauwerder umbenannt. Der Ort, heute Dzierżno, ist heute ein Stadtteil von Pyskowice (Peiskretscham).
Die Staubecken in Dzierżno sind zwei von mehreren in den 1930er Jahren gebauten Staubecken in Oberschlesien. Der Bau der Staubecken in Sersno wurde nach der Fertigstellung des Staubeckens in Ottmachau begonnen. Die Staubecken sollten die ständige Befahrbarkeit der Oder gewährleisten. Diese sollte danach in den trockenen Jahren mindestens 1,40 Meter Fahrtiefe haben.
Das größere Staubecken befindet sich südlich des kleinen Beckens und ist 615 ha groß und fasst bei einem Gesamtinhalt von 87 Millionen m³ 41 Millionen m³ Zuschusswasser. Die Klodnitz durchfließt heute an diesem Abschnitt des Gleiwitzer Kanals den großen Speichersee, welcher in den Gleiwitzer Kanal einschleust (und Kanal-Pegel zwischen Schleuse Rudziniec und Schleuse Dzierzno reguliert) und wird bei der Ortschaft Łany wieder aus dem Gleiwitzer Kanal ausgeschleust. Der große Stausee wurde 1964 vollendet.

## Archäologische Funde
Beim Sandabbau wurden auf dem Gebiet der heutigen Stauseen mehrere archäologische Funde entdeckt. In den 1920er Jahren unter der Leitung von Max Grunday vom Oberschlesischen Museum Gleiwitz und ein weiteres Mal 1957 wurden Knochen vom Wollnashorn und vom Wollhaarmammut freigelegt. Ferner wurden Tonschalen aus der frühen Bronzezeit entdeckt und etwa 7500 Fundstücke von bearbeiteten Feuersteinen. Im Zentrum der Stadt Pyskowice finden sich jeweils eine Rekonstruktion des Wollnashorns und des Wollhaarmammuts.

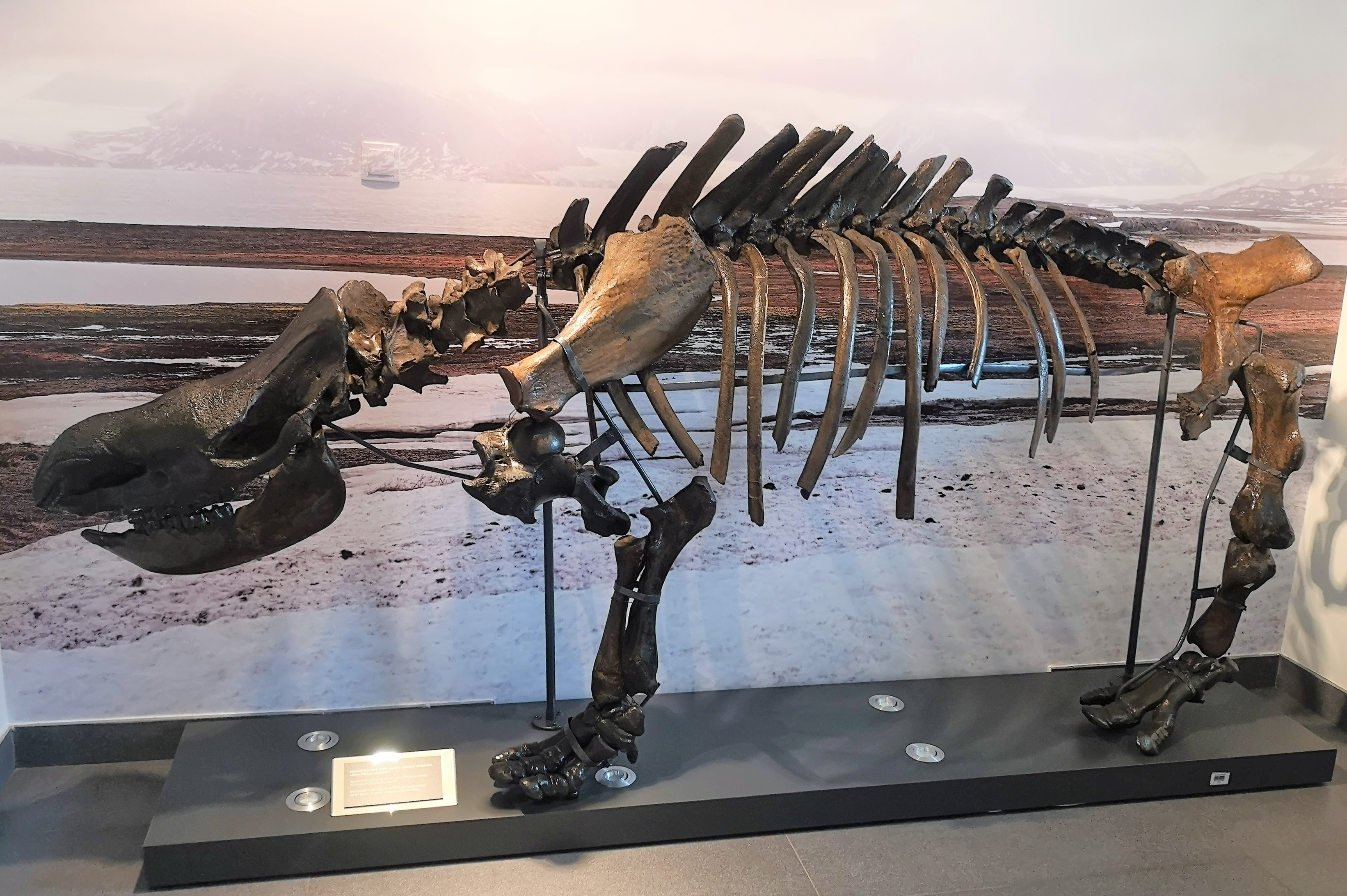
Wollnashorn
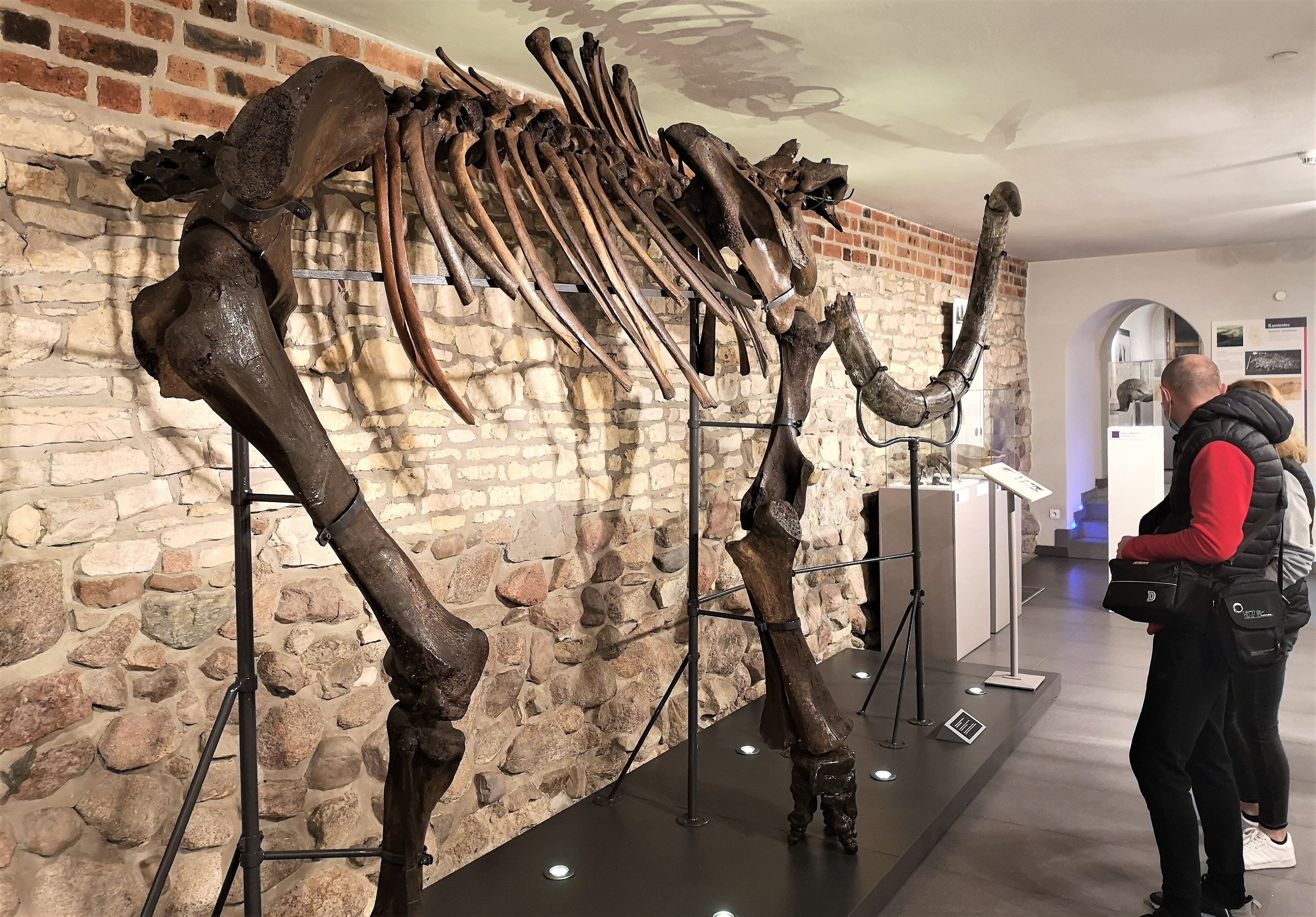
Wollhaarmammut
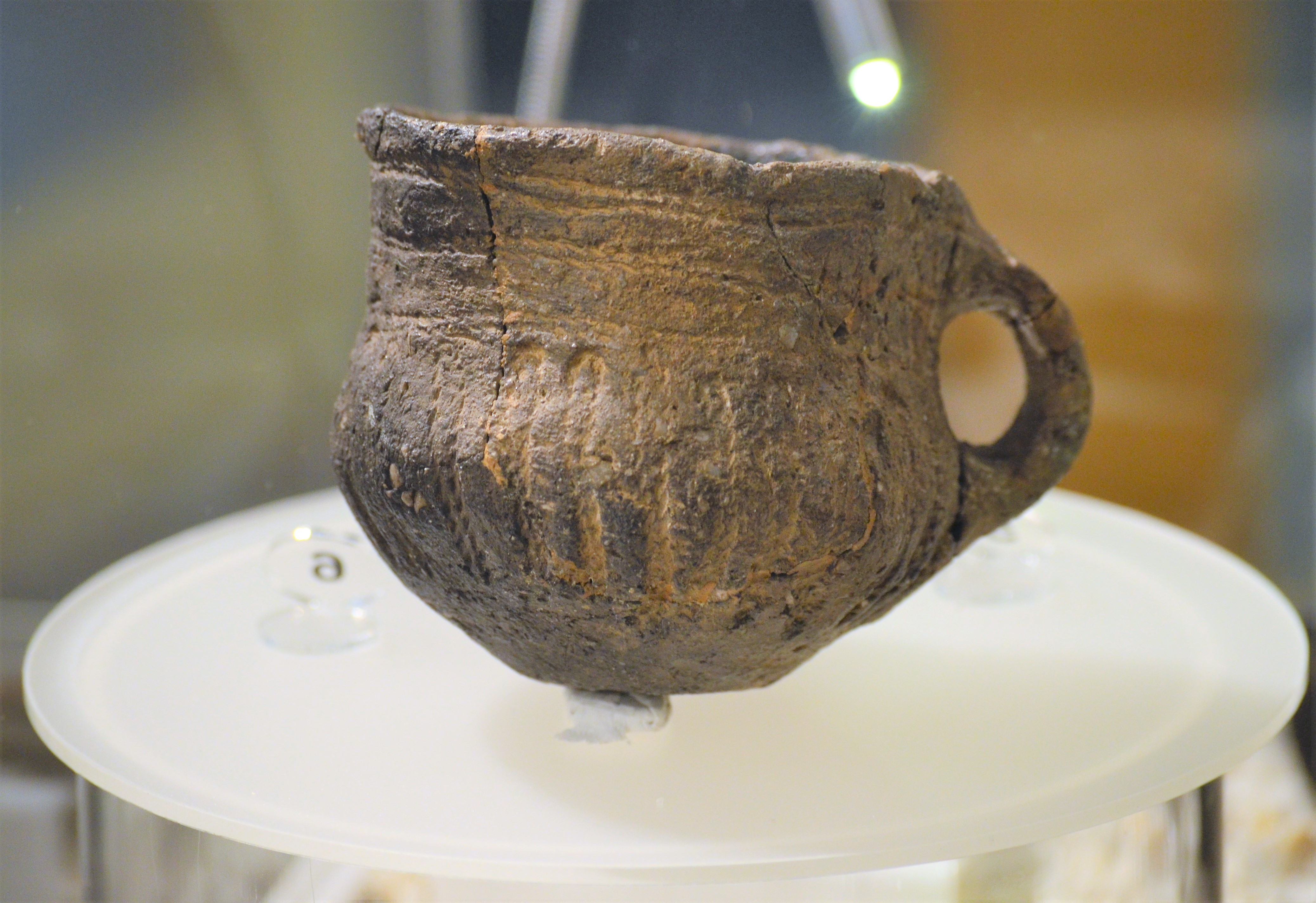
Tonschale aus der frühen Bronzezeit
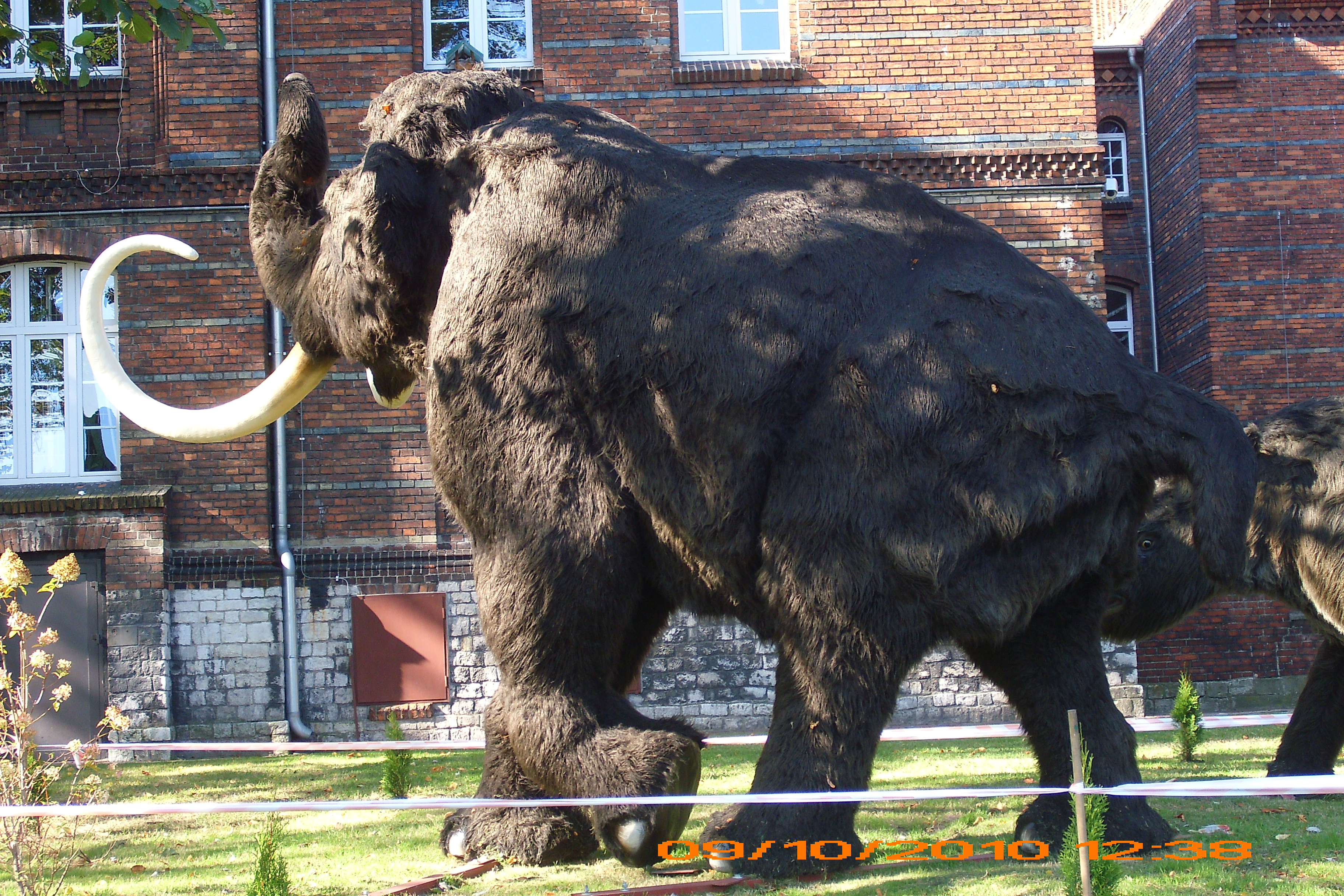
Nachbildung des Wollhaarmammuts
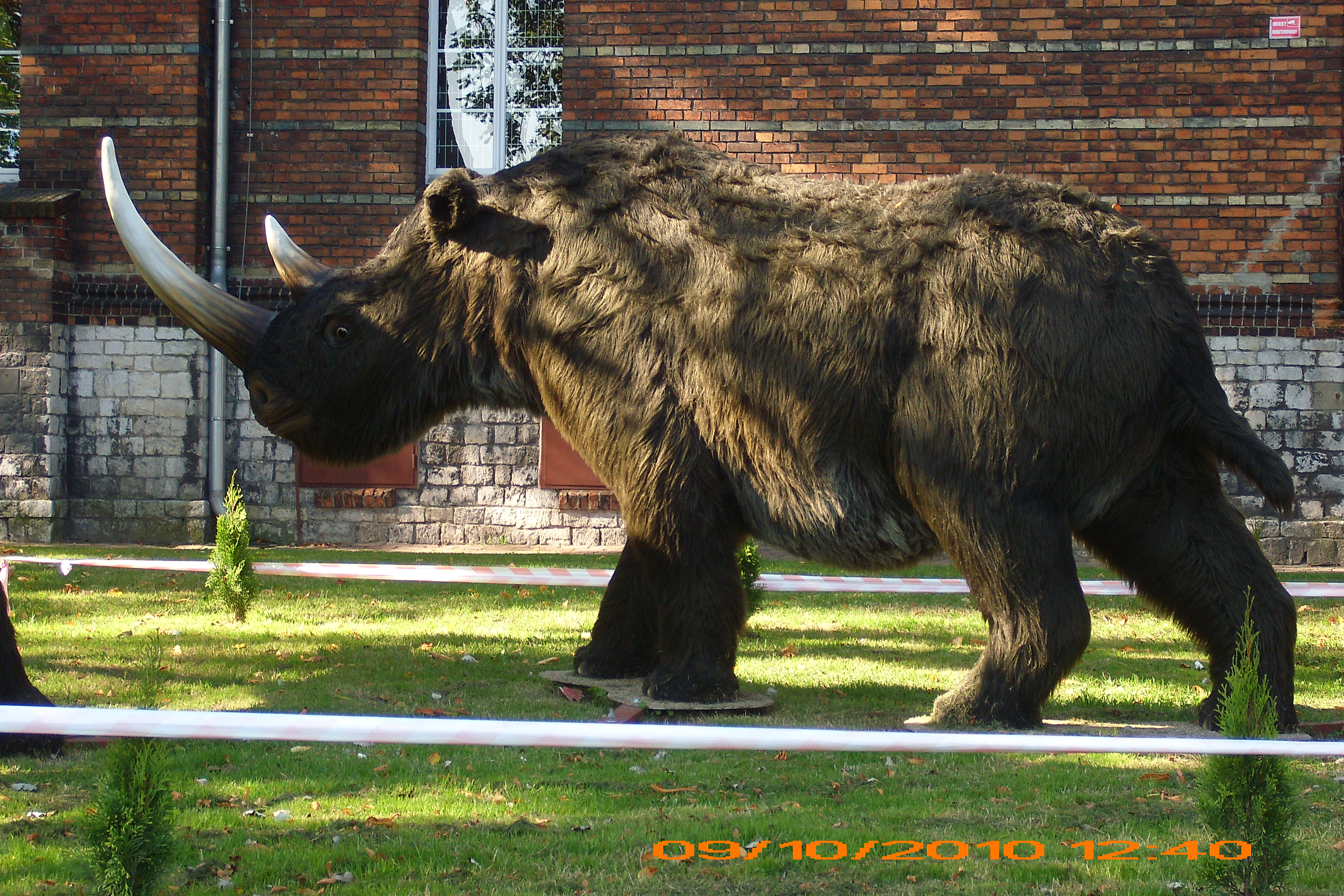
Nachbildung des Wollnashorns